# Hallucination Orbit
Hallucination Orbit, sottotitolato La psicologia nella fantascienza, è un'antologia di racconti fantascientifici del 1983 curata da Isaac Asimov, Charles Waugh e Martin Greenberg.

## Titoli
- Introduzione, di Isaac Asimov. Traduzione di Luca Pavolini
- Sviluppo -	Che bella vita! (It's a Good Life, 1953), di Jerome Bixby. Traduzione di Luca Pavolini
- Sensazione - La macchina del suono (The Sound Machine, 1949), di Roald Dahl. Traduzione di Luca Pavolini
- Percezione - Orbita di allucinazione (Hallucination Orbit, 1952), di J.T. McIntosh. Traduzione di Luca Pavolini
- Apprendimento - Il vincitore (The Winner, 1970), di Donald E. Westlake. Traduzione di Luca Pavolini
- Linguaggio - Una rosa con un altro nome (A Rose by Other Name, 1960), di Christopher Anvil. Traduzione di Luca Pavolini
- Memoria - L'uomo che non sapeva dimenticare (The Man Who Never Forgot, 1957), di Robert Silverberg. Traduzione di Stefano Negrini
- Motivazione - Girotondo (Runaround, 1941), di Isaac Asimov. Traduzione di Stefano Negrini
- Intelligenza - Assalonne (Absalom, 1946), di Henry Kuttner e C.L. Moore. Traduzione di Stefano Negrini
- Personalità - Ali dall'ombra (Wings Out of Shadow, 1974), di Fred Saberhagen. Traduzione di Stefano Negrini
- Psicologia anormale - L'uomo giusto al posto giusto (In Case of Fire, 1960), di Randall Garrett. Traduzione di Paola Campioli
- Terapia - A che servono gli amici? (What Friends Are For?, 1974), di John Brunner. Traduzione di Paola Campioli
- Psicologia sociale - Piloti (The Drivers, 1955), di Edward W. Ludwig. Traduzione di Paola Campioli
- Note, di Isaac Asimov e Charles Waugh. Traduzione di Paola Campioli

## Edizioni
- AA.VV., Hallucination Orbit, 1983.
- AA.VV., Hallucination Orbit, collana Albatros, Editori Riuniti, 1985,  p. 276.